# 前川リポート
前川リポート（まえかわリポート）は、1986年4月7日に内閣総理大臣（当時）の中曽根康弘の私的諮問機関である国際協調のための経済構造調整研究会が纏めた報告書である。当時この研究会の座長であった前川春雄（日本銀行総裁）の名前に因んで「前川」の名が冠されている。
本報告書はこれより以前に日本銀行総裁であった佐々木直が1983年に発表した「世界国家への自覚と行動」（佐々木リポート）を叩き台としている。

## 主な内容
本報告書では、日本の大幅な経常収支の不均衡の継続は危機的状況であるとして、日本の経済運営及び世界経済の調和ある発展という観点からも望ましくないとし、経済政策上の目標として経常収支の不均衡の解決と国民生活の質の向上が目指されている。
また、その解決策として内需拡大や市場開放及び金融自由化などが柱になっており、その後の日本の経済政策の基本方針として謳われている。
具体的には、アメリカの要求に応えて、10年で430兆円の公共投資を中心とした財政支出の拡大や民間投資を拡大させる為の規制緩和の推進などの約束及び実施を行った。
また、働きすぎや長時間労働を是正し、生活の質を向上させるべきとの認識のもと、豊かな生活の実現に向けた努力が政策目標として据えられるようになった。

## 経緯
当時、日米貿易摩擦が外交問題となっていた。レーガノミクスの結果として双子の赤字で「苦しんでいた」アメリカから巨額の対米貿易収支黒字を計上していた日本に強行圧力が掛かっていた。

### 対日圧力を生んだアメリカの世論
当時の日米双方の世論において、以下の様な誤った認識が広がっていた。
- 今やアメリカの「経済力」は低下し、日本の「経済力」に一歩を譲る様になった、或いはそうなる日は近い。
- アメリカは経済的に日本に依存し過ぎている。
- 冷戦が終結すれば（当時1986年はソ連の崩壊前であり冷戦中）、日本の「経済力」（及び金融力やハイテクパワー）は崩壊したソビエト連邦の軍事力に代わる最大の脅威である。

経済学者の小宮隆太郎は、「経済力」とは何ぞやと批判を呈しつつ、アメリカにおける日本に対する強い風当たりが生まれた原因として次のような事情を挙げている。
- アメリカの二国間貿易収支赤字の絶対額では、その対全世界の貿易収支赤字が増大した過程で、対日赤字がずば抜けて大きかった。
- 経済の面で、第二次世界大戦後の40余年の間に日本経済の高成長率で規模を増大させており、「覇権国」のアメリカに対して日本が「挑戦者」であるかのように見えた。
- 日本が、いくつかの「重要産業」（鉄鋼・自動車・工作機械・民生用電子機器・通信機器・半導体等）で、アメリカと競合して優位に立つまでに至りアメリカの産業に大きな打撃を与えてきた。
- 日米安保体制下において、防衛費の負担が軽い日本は、それが重いアメリカから見れば、アメリカの核の傘にタダ乗りをして狡猾に漁夫の利を得ているように映った。
- 日本は欧米のキリスト教文化の枠外で近代化・工業化に成功した最初の国であるために、欧米系の文化・価値基準から見て、日本と日本人が理解し難く日本の政治・政策・制度や経済システム・社会慣習・商慣行等が欧米のそれとは異質に映った。
- アメリカ国債の入札に対する日本の機関投資家のシェアの高まりに関連して、日本資本への資金への依存度を巡る誤解が拡がった。
- 1989年9月27日のソニーによるコロンビア ピクチャーズの買収や同年10月31日の三菱地所によるロックフェラー・センターの買収によって、アメリカ人が大切に思っている企業をバブル景気に湧いていた日本資本が軒並みに買い占めて行くという危機感が拡がった。
- 日本の銀行がアメリカへ急速に進出しシェアを高めていった。
- 電子機器の重要性がクローズアップされた湾岸危機の際に、一部の重要な電子機器やその部品の供給でアメリカの対日依存度が高いことが認識されるようになると共に、同危機での日本の態度や行動がアメリカ人には非協力的であると映った。

## 経済学からの批判
小宮隆太郎は、国内に双務主義（二国間主義）の信奉者が未だに多数存在すると指摘し、その最たる者は前川リポートの著者達であると嘆いている。
- 前川リポートが日本の国際経済関係にどれだけ害毒を流したか計り知れない。
- 前川リポートが発表された時に、これほどマクロ経済に無知な人（前川春雄）が日本銀行の総裁を務めてきたのかと驚きもしガッカリもした。

そして、経済学に則って、小宮は次の様に述べている。
- 経常収支の不均衡は各国を構成する経済主体が最も有利と判断して選択した行動（貯蓄投資バランス）の結果に過ぎず、互いに相手の所為ではない。また、それは、例え持続的であっても、不利でも不健全でもない[5]。
- アメリカが双子の赤字になった原因は日本の貿易収支黒字が原因ではなく、正にマンデルフレミングモデルの帰結であって、当時のアメリカが自ら招いた結果である。
  - ロナルド・レーガン政権が国債発行で減税と財政支出の増加を賄うという拡張的財政政策を行った(レーガノミックス)。よって、政府の財政収支は大幅な赤字となった。
  - 同時に高騰した実質金利が大量の資本流入を引き起こした。国際収支統計から明らかなように、変動相場制下では資本収支の黒字は経常収支の赤字を意味する。
- 一国の貿易収支又は経常収支の赤字がその国にとって不利であるという考えは典型的な重商主義の誤謬であって、経済学的に初歩的な誤りである。
  - アメリカの経常収支赤字はアメリカの経済主体が貯蓄より消費や投資を選んだ結果であって、同じく日本のその黒字は日本の国民が消費や投資より貯蓄を選んだ結果である。
- 日本の大幅な対米貿易収支黒字は市場の閉鎖性に因らない。
  - 貿易障壁の変化の結果は、中長期（趨勢）的な交易条件に影響を及ぼすのであって、変動相場制下では為替レートの変化で相殺されるので貿易収支には影響を与えない。

最終的に小宮は、前川リポートは貿易収支について次の視点を欠いていて的外れであると結論付けた。
- 国際収支は国民経済全般に渡り相手国の経済にも関連する現象であるので、問題をマクロ経済学的に考える必要が有る。
- 与件の変化や経済政策が経常収支に及ぼす影響は為替レート制度が固定相場制か変動相場制かや資本移動が自由か否かによって大きく異なる。
- 経常収支の動きは循環的変動と趨勢的傾向に分けて考えられねばならない。